# 馬克 (伊利諾伊州)
馬克（英語：Mark）是位於美國伊利諾伊州普特南縣的一個村落。

## 地理
馬克的座標為41°15′56″N 89°14′55″W / 41.26556°N 89.24861°W，而該地最高點為海拔高度211米（即692英尺）。

## 人口
根據2010年美國人口普查的數據，馬克的面積為2.92平方千米，當中陸地面積為2.92平方千米，而水域面積為0.00平方千米。當地共有人口555人，而人口密度為每平方千米190人。